# Plug-in hybrid

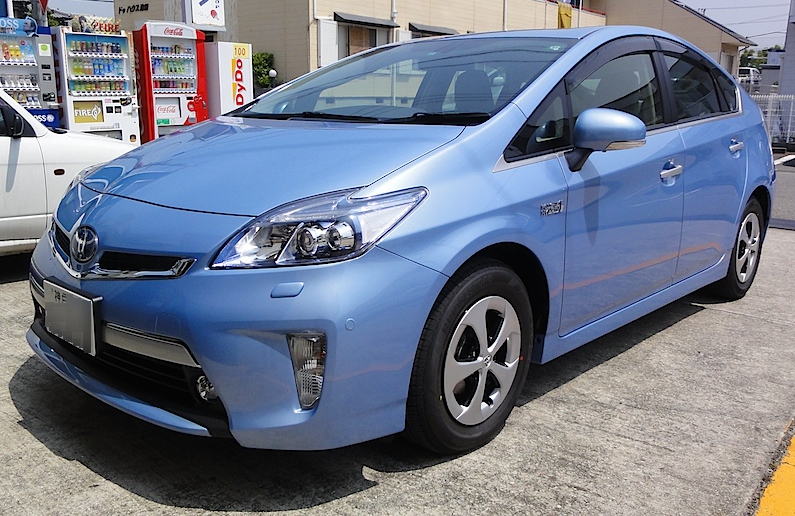
Toyota Prius Plug-in Hybrid

Plug-in hybrid, neboli Plug-in Hybrid Electric Vehicle (PHEV), též „hybrid do zásuvky“, je označení pro paralelní hybridní automobily, jejichž baterii lze dobíjet i z externího zdroje elektrické energie (elektrické zásuvky). Příkladem užití této technologie je PHEV program japonské automobilky Toyota.
Automobily PHEV sdílejí charakteristiky běžných vozů s hybridním pohonem, které jsou vybaveny jak elektromotorem, tak spalovacím motorem, a elektromobilů, vybavených zásuvkou pro připojení k elektrické síti.
Převážná většina PHEV jsou osobní automobily, existují však i dodávky, nákladní automobily, autobusy, vlaky, motocykly a skútry, jakož i vojenská vozidla.
Provozní výdaje PHEV byly roku 2007 v Kalifornii modelově odhadnuty na méně než čtvrtinu nákladů na klasické vozy s benzinovým motorem. V porovnání s běžnými vozidly způsobují PHEV menší znečištění ovzduší a spotřebují méně ropy. Mohou tak méně přispívat ke globálnímu oteplování než klasické automobily. Zmenšují též obavy z nedostatečné dojezdové vzdálenosti elektromobilů, protože jejich spalovací motor funguje jako záložní zdroj, pokud dojde k vybití akumulátorů. PHEV se tak dojezdem vyrovnají vozům se spalovacími motory. Ovšem spalovací motor se využívá po převážnou dobu provozu, takže úspora není taková.[zdroj?] Spotřeba v reálném provozu je průměrně 2,1 litru (soukromá auta v USA) až 7,5 litru (služební auta v Německu) na 100 km a emise oxidu uhličitého jsou 50 až 300 g/km. V EU tak patrně bude zavedeno sledování spotřeby paliva přímo v provozu.[zdroj?]